# Bioökonomie
Bioökonomie (im europäischen Raum teilweise auch als knowledge-based bio-economy) wird von manchen gesehen als die Transformation von einer marktwirtschaftlichen Erdöl-basierten Wirtschaft hin zu einer Marktwirtschaft, in der fossile Ressourcen durch verschiedene nachwachsende Rohstoffe ersetzt werden.
„Bioökonomie“ ist somit ein Baustein einer postfossilen Wirtschaft. Gleichzeitig umschreibt der Begriff alle Formen der Verarbeitung nachwachsender Rohstoffe für die Papierherstellung und in der Arzneimittelproduktion oder Lebensmittelverarbeitung.
Mit Bioökonomie sollen Produkte und Prozesse innerhalb einer Volkswirtschaft nachhaltiger erzeugt werden können; in der Politik wird die Entwicklung der Bioökonomie meist mit gesellschaftlichen Zielen verbunden: Sie soll zu nachhaltiger Entwicklung und grünem Wachstum beitragen. Insbesondere wird sie mit der Erreichung der UN-Nachhaltigkeitsziele zur Ernährungssicherung, zum Klimaschutz, zu nachhaltigen Konsum- und Produktionsbedingungen sowie zum Erhalt der wichtigsten Naturgüter wie Trinkwasser, fruchtbare Böden, saubere Luft und Biodiversität in Verbindung gebracht.
In Deutschland war „Bioökonomie“ Motto des Wissenschaftsjahres 2020.

## Hintergrund

Elemente der Bioökonomie

Das Konzept der Bioökonomie wurde ursprünglich vor dem Hintergrund einer stark wachsenden Weltbevölkerung und der damit verbundenen Erwartung entwickelt, dass fossile Rohstoffe wie Erdöl, Erdgas und Kohle zukünftig knapper werden. Der Bioökonomierat konstatiert, dass die Bioökonomie heute nicht mehr vorwiegend von steigenden Preiserwartungen für fossile Rohstoffe getrieben werde; vielmehr habe die Erschließung weiterer Rohstoffvorkommen u. a. dazu beigetragen, dass dieses Argument an Dringlichkeit verloren habe. Allerdings wurde im Zug der Klimaverhandlungen dem strategischen Ziel der Dekarbonisierung große Bedeutung zugeschrieben, insbesondere von den G7-Industriestaaten.
Die Europäische Kommission stellt in diesem Zusammenhang fest, dass die Bioökonomie die Produktion erneuerbarer biologischer Ressourcen und deren Umwandlung in Nahrungs- und Futtermittel, biobasierte Produkte und Bioenergie betrifft. Die Bioökonomie umfasse damit zahlreiche Sektoren wie beispielsweise die Land-, Forst- und Fischereiwirtschaft, die Nahrungsmittelindustrie, die Holz- und Papierindustrie, die Biotechnologie und andere Verfahrenstechnologien, aber auch Teile der Chemie-, Textil und Energieindustrien sowie Dienstleistungen in den Bereichen Handel, Logistik und Umwelttechnologien. Der Prozess der Biologisierung trage zur weiteren Ausbreitung der Bioökonomie bei.
Die Bioökonomie orientiert sich am Kreislaufprinzip der Natur und sieht den Wandel zu einer Kreislaufwirtschaft als wesentliches Leitbild an. Im Sinn von Ressourceneffizienz und Nachhaltigkeit zielt sie auf die stufenweise Verwertung und Mehrfachnutzung von Ressourcen ab.
Bis 2005 wurde die Bezeichnung Bioökonomie vor allem in Bezug auf wirtschaftliche Aktivitäten angewandt, die sich aus neuen Produkten und Verfahren der Biotechnologie ergeben. Dazu zählen beispielsweise biologische Pharmazeutika, wie Antibiotika und Immuntherapien, aber auch technische Biopolymere für Werkstoffe. Mit den rasanten Entwicklungen in den Lebenswissenschaften wurde diese engere Definition der Bioökonomie vielfach auf die Verwendung biologischer Ressourcen und Erkenntnisse ausgeweitet.
Das Verständnis von Bioökonomie wird stark von Politik und Forschung beeinflusst und unterscheidet sich somit in den verschiedenen Ländern hinsichtlich Umfang und Ausrichtung. Während die Definition in einigen Ländern (z. B. USA, Indien, Südafrika oder Südkorea) stark auf die Lebenswissenschaften und die Gesundheitswirtschaft ausgerichtet ist, beziehen sich andere (z. B. Brasilien, Kanada, Finnland oder Neuseeland) mehr auf die traditionelle Bioökonomie, also die Verwendung nachwachsender Rohstoffe in der Industrie. Eine dritte Gruppe von Ländern (darunter z. B. die Niederlande, China, Malaysia, Thailand, Japan oder Russland) versteht die Bioökonomie eher als neue biobasierte Industrie in Verbindung mit High-Tech-Entwicklungen.

### Deutschland: Bioökonomierat
2009 richteten die deutschen Bundesministerien für Bildung und Forschung (BMBF) sowie Ernährung, Landwirtschaft und Verbraucherschutz (BMELV) einen Bioökonomierat (BÖR) (davor Forschungs- und Technologierat Bioökonomie) als unabhängiges Beratungsgremium für die Deutsche Bundesregierung ein. Der derzeitige Bioökonomierat wurde 2020 berufen und besteht aus 19 Mitgliedern.
Der BÖR versteht die Bioökonomie als „die Erzeugung und Nutzung biologischer Ressourcen (inkl. biologischen Wissens), um Produkte, Verfahren und Dienstleistungen in allen wirtschaftlichen Sektoren im Rahmen eines zukunftsfähigen Wirtschaftssystems bereitzustellen“; er betont damit das Potenzial zur Entwicklung nachhaltigerer Produkte und Prozesse.

## Entwicklung
Als Wegbereiter der Bioökonomik gilt Nicholas Georgescu-Roegen (1906–1994) mit seinem Hauptwerk The Entropy Law and the Economic Process (1971). Er erkannte, dass Wirtschaftsprozesse insbesondere von der Thermodynamik beherrscht werden. Der gelegentlich sogenannte „Vierte Hauptsatz von Georgescu-Roegen“ betrifft die Entropie der Materie: Die Ungleichgewichts-Thermodynamik lebender Systeme kann mit energetischen Konzepten ohne die Entität Information nicht hinlänglich beschrieben werden. Formalwissenschaftliche Grundlagen kommen von der Kybernetik (Biophysik: Heinz von Foerster), der Chaosforschung (Physikochemie: Ilya Prigogine) und der Synergetik (Nichtlinearität: Hermann Haken).
Das bioökonomische Interesse gilt den „Bedingungen der Möglichkeit“ (ökologischen Constraints) zur Viabilität, dem Rückfluss der Information in die (symbiontischen) Produkte der Evolution als „Kausalität von oben“ (Rupert Riedl, 1925–2005) sowie der „Abwärtskausalität“ als Selektionsbasis (Donald T. Campbell, 1916–1996). Information ist physikalisch der Gegenbegriff zur Entropie. Wegen der existenziellen biophysischen Bedeutung des Entropie-Gesetzes (Zweiter Hauptsatz der Thermodynamik und „Vierter Hauptsatz“ nach Georgescu-Roegen) ist die Bioökonomie für die Theorie der Warenlehre grundlegend (Eberhard K. Seifert und Richard Kiridus-Göller, 2012).
Bioökonomische Erkenntnisse zur Dynamik lebender Systeme finden in der nachhaltigen Ressourcen-Nutzung vielfältige Anwendungen. Die mathematische Bioökonomie diskutiert effektivere Methoden des Ressourcen-Managements (Colin W. Clark, 1976). Deren Anfänge stehen mit den Theorien und mathematische Modellierungen der Fischereiwissenschaft in der Mitte der 1950er Jahre im Zusammenhang (S. Gordon, A. Scott, M. B. Schäfer).
Für die Nutzung der Biomasse (Rohstoffe pflanzlicher, tierischer und mikrobieller Herkunft) werden im englischen Sprachgebrauch die Bezeichnungen Food, Feed, Fibre and Fuel benutzt. Darüber hinaus betrifft die Bioökonomie sämtliche ökonomischen Strategien, die sich von der Grundlagenforschung biomolekularer Abläufe bis hin zur Systembiologie und Komplexitätsforschung ableiten. Den systemischen Hintergrund der Bioökonomie erhellt die Bionik. Strikt materielle Definitionen von Bioökonomie sind nicht wissenschaftlich, weil ihre Erkenntnisse primär auf biophysikalischen und informationstheoretischen Grundlagen beruhen und ihre Anwendungen sich nicht auf Biochemie und Biotechnologie beschränken. Ziel ist die Maximierung der Lebensfähigkeit sozialer Systeme.
Während die Grundbedeutung von Bioökonomie im Deutschen allmählich – in ihr Gegenteil – verdrängt zu werden droht, ist sie in vergleichsweise romanischen Sprachen noch erhalten (Maurio Bonaiuti 2011): Bioeconomia im italienischen Sprachraum thematisiert die vom ökonomischen Paradigma der Wachstumsgesellschaft ignorierten Randbedingungen der Biosphäre und die notwendige Interdisziplinarität zwischen Ökonomie, Politik und Kultur. Möglichkeiten der Begegnungen zu Wirtschaftsweisen, die sozial, ökologisch, ökonomisch oder politisch schädlich sind, stehen seit Georgescu-Roegen (La Décroissance 1979) in Diskussion.
Im Sinne des Gutachtens des Wissenschaftlichen Beirats der Bundesregierung Globale Umweltveränderungen (WBGU) aus dem Jahr 2011, „Gesellschaftsvertrags für eine Große Transformation“ mit seinem Postulat einer Abkehr von fossilen Brennstoffen als Grundlage der Ökonomie beherrschte der Begriff der Bioökonomie als neues Leitbild der weltweiten Landwirtschaft und Nahrungsmittelerzeugung das jährliche internationale Treffen der Landwirtschaftsminister auf der Internationalen Grünen Woche 2015 in Berlin. Die Universität Bonn organisierte zum 80. Geburtstag von Christian Patermann 2022 ein Bioökonomie Symposium. Zahlreiche Vorträge der Veranstaltung sind auf Bioeconomy-Journal-Special online verfügbar.

## Interdisziplinäre Einordnung
Die biologische und soziokulturelle Evolution aus einheitlichen Evolutionsprinzipien heraus zu beschreiben ist das interdisziplinäre Anliegen der Systemischen Evolutionstheorie (Systemic Theory of Evolution). Die Ökologische Ökonomie bemüht sich um eine Integration von Bioökonomie und Sozioökonomie. „Biostrategien“ orientieren sich an der ökonomischen Effizienz biologischer Vorbilder, bioökonomische Organisationstheorien an den Selbstorganisationsprozessen der Evolution. Für das Evolutionäre Management ist das kybernetische Modell lebensfähiger Systeme (Viable System Model) von Stafford Beer (1926–2002) von Bedeutung. Das Biological Computer Laboratory (BCL) hatte in den Jahren 1958–1974 unter der Leitung des Biophysikers Heinz von Foerster das Studium selbstorganisierender Systeme zum Forschungsschwerpunkt. Die Biokybernetik als Weg zur nachhaltigen Entwicklung ist das Vermächtnis von Frederic Vester (1925–2003). Als Pionier in der Anwendung evolutionärer Strategien zur Optimierung betrieblicher Prozesse in der Beschaffung, Produktion und Distribution gilt Paul Ablay (1987), in der Materialwirtschaft entwickelte er Methoden zur Effizienzsteigerung nach evolutionärem Muster. ‚The Blue Economy®’ steht für die physische Optimierung der nachhaltigen Geschäftsgestaltung (Gunter Pauli 2010).
Zur Förderung der Studien und Anwendungen der Bioökonomik wurde im Mai 1990 die 'European Association for Bioeconomic Studies' (E.A.B.S.) mit Subvention der Dragan Foundation in Venedig gegründet. Seit 1999 erscheint ‚Journal of Bioeconomics’ (Organ der International Society for Bioeconomics), gegründet von Janet T. Landa und Michael T. Ghiselin. Herausgeber ist seit Jahresbeginn 2012 Ulrich Witt, Direktor der Abteilung Evolutionsökonomik am Max-Planck-Institut für Ökonomik, Jena.
Für die generalistische Ausrichtung von Wirtschaft und Technik auf den bio-kulturellen Zusammenhang hin hat sich in der Warenlehre Richard Kiridus-Göller (2002; 2012) eingesetzt, das sind organisierende Leitbilder (K.E. Boulding 1956, Herman E. Daly 1996). Das dementsprechend sozialökologische Leitbild – die zur Nachhaltigkeit notwendige Organisations-Logik („orgware“) zur Durchsetzung bioökonomischer Strategien – hat er programmatisch als bioware benannt: Das qualitative Entscheidungskriterium ist die Vereinbarkeit von ökonomischer Effizienz (Leistung) und ökologischer Effektivität (Wirkung): Öko-Effektivität. Die hingegen ideologische Verschränkung von Leben als Ware mit Geld, Markt und Biotechnologien bezeichnet Kaushik S. Rajan (2006) als „Biokapitalismus“. Ohne Fügung in biophysische Grenzen führt ein solches Verständnis von Bioökonomie zu sinnentstellendem „Begriffsgrabbing“ (Christiane Grefe 2016).
Die Wiederaufnahme des ökonomischen Ansatzes der Physiokratie auf zeitgemäß naturwissenschaftlich-systemischer Basis bezeichnet der amerikanische Politologe Lynton K. Caldwell (1913–2006) als Biokratie („biocracy“). Insofern bedeutet die Bioökonomik auch einen Paradigmenwechsel in den Wirtschaftswissenschaften. Der Mensch geht – in kybernetischer Koevolution – wie mit der Gesellschaft auch mit der Biosphäre eine symbiontische Beziehung ein (Joël de Rosnay 1997). Der Umweltökonom Georg Winter stiftete einen Biokratie-Preis, der im Juli 2013 zum zweiten Mal verliehen wurde.
Die sozialwissenschaftliche Analyse der ökonomischen Inwertsetzung der Natur (Barla et al. 2022) und die Kritik an der „Kommodifizierung des Lebens“ (S. Lettow 2012, Gottwald & Krätzer 2014) hat den mangelnden ökonomischen Paradigmenwechsel zum Hintergrund: die mechanistische Fehlinterpretation von Bioökonomie / Bioökonomik (bioeconomics), in vorrangiger Orientierung an Biotechnologien (biobased economy, bioeconomy or biotechonomy) anstatt an der Bionik (bionics).

## Gesellschaftspolitische Einordnung

### Gesellschaftspolitische Definition
Die Bioökonomie, wie sie als Begriff in der gesellschaftspolitischen Diskussion in Verwendung ist, erstreckt sich über alle industriellen und wirtschaftlichen Sektoren, die erneuerbare biologische Ressourcen zur Herstellung von Produkten und zur Bereitstellung von Dienstleistungen unter Anwendung innovativer biologischer und technologischer Kenntnisse und Verfahren nutzen. Mit der Einführung einer biobasierten Wirtschaft ist die Hoffnung auf neue, nachhaltig erzeugte Produkte oder nachhaltige Prozesse verbunden.

### Politische Konzepte
Auf europäischer Ebene wird das Konzept einer biobasierten Wirtschaft (biobased economy) bereits seit Ende der neunziger Jahre diskutiert. EU-Forschungskommissar Janez Potočnik stellte erstmals 2005 das Konzept einer wissensbasierten Bioökonomie unter Verwendung der oben genannten Definition vor. Unter deutscher Ratspräsidentschaft wurde am 30. Mai 2007 auf der Konferenz „En Route to the Knowledge-Based Bio-Economy“ die sogenannte Kölner Erklärung (Cologne Paper) formuliert, die neben Nahrungsmitteln, Biomaterialien, Bioprozessen, Bioenergie auch die Biomedizin als Handlungsfeld identifizierte. Welche Bereiche die Bioökonomie umfasst, wird in zahlreichen Veröffentlichungen uneinheitlich definiert. Die EU klammert diesen Bereich aus. Einem Communication Paper der EU-Kommission vom 29. Februar 2012 liegt sogar ein engerer, vor allem auf Land- und Forstwirtschaft bezogener Fokus zugrunde. Eine andere Veröffentlichung der EU-Kommission vom 13. Februar 2012 hingegen betont vor allem Innovation, Ressourceneffizienz und Nachhaltigkeit im Sinne industrieller Prozesse und des Umweltschutzes. Im Gegensatz zur Sichtweise der europäischen Politik zählte die US-Regierung im Jahr 2012 den Bereich der Biomedizin ausdrücklich zur Bioökonomie hinzu, genauso wie die OECD. Deutschland hingegen bezieht die Biomedizin in der „Nationalen Forschungsstrategie BioÖkonomie 2030“ des Bundesministerium für Bildung und Forschung nur indirekt mit ein. Dabei handelt es sich vor allem um den Bereich der industriellen Herstellung von Biomolekülen, zu denen neben biologischen pharmazeutisch aktiven Substanzen auch Nahrungsergänzungsmittel oder Prozess-Enzyme hinzugerechnet werden. Im Juli 2013 stellten die Bundesministerien für Bildung und Forschung sowie Ernährung, Landwirtschaft und Verbraucherschutz zudem die „Politikstrategie Bioökonomie“ vor, die ausführlich das Potential der Bioökonomie, gleichzeitig aber auch Zielkonflikte thematisiert.
Das Konzept der Bioökonomie hat in den vergangenen zehn Jahren weltweit an politischer Dynamik und Bedeutung gewonnen. Auf dem ersten Global Bioeconomy Summit (November 2015) wurde berichtet, dass bereits 45 Länder (einschließlich der Europäischen Union) die Bioökonomie in ihren politischen Strategien verankert haben. Die Ansätze und Motivationen für die Förderung der Bioökonomie sind dabei vielseitig. Während die Europäische Union, Deutschland, Finnland, Japan, Malaysia, Südafrika, die USA und die Westnordischen Länder (Färöer-Inseln, Grönland und Island) umfassende Bioökonomie Politikstrategien veröffentlicht haben, fördern andere Länder die Bioökonomie unter dem Blickwinkel eines bestimmten Politikbereiches. So konzentrieren sich beispielsweise China, Kenia, Russland und Südkorea auf Politikstrategien zur Förderung der Biotechnologie und konvergierenden Technologien, während z. B. Brasilien, Großbritannien und Indien Bioenergie Strategien veröffentlicht haben. Länder mit einem starken Agrar- oder Forstsektor, wie beispielsweise Australien, Kanada, Neuseeland, Uruguay oder Indonesien, integrieren die Bioökonomie in ihre Sektorstrategien. Schließlich gibt es eine Gruppe von Ländern, wie beispielsweise Argentinien, Österreich, Schweden oder Namibia, die sich auf bioökonomische Themen in ihren Forschungsstrategien konzentrieren.

### Bioökonomiepolitik in Deutschland und Europa
Innerhalb der Europäischen Union und Deutschlands gibt es bereits umfangreiche politische Strategien zur Förderung der Bioökonomie. Hier soll ein kurzer Überblick (Abbildung) über die historische Entwicklung und thematische Schwerpunkte der jeweiligen Strategien gegeben werden. Es werden Einschätzungen von Expertengremien herangezogen, die die Projekte anhand der Zielstellungen bewerteten.

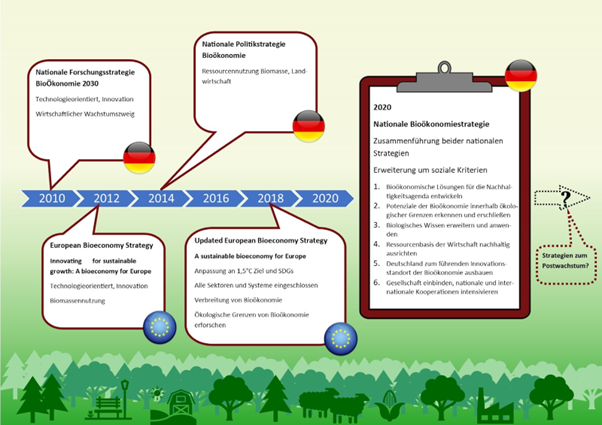
Zeitliche Entwicklung der deutschen und europäischen Bioökonomie-Strategien, eigene Darstellung mit Design angelehnt an Symbolik und Farbgebung des BMBF.

Als erstes deutsches Strategiepapier zur Bioökonomie wurde 2010 vom Bundesministerium für Bildung und Forschung die Nationale Forschungsstrategie BioÖkonomie 2030 veröffentlicht. Der Schwerpunkt wurde dabei auf Technologie- und Innovationsförderung gelegt. Das Ziel war es, institutionalisiert einen neuen, nicht erdöl-basierten, Wirtschaftszweig aufzubauen und zu stärken. Deutschland sollte international eine führende Rolle in der Bioökonomie einnehmen und dadurch den Herausforderungen der Welternährung, des Klima‑, Ressourcen- und Umweltschutzes begegnen. Es wurden fünf Handlungsfelder benannt:
- Weltweite Ernährung sichern
- Agrarproduktion nachhaltig gestalten
- Gesunde und sichere Lebensmittel produzieren
- Nachwachsende Rohstoffe industriell nutzen
- Energieträger auf Basis von Biomasse ausbauen.

Diese wurden mit vier Querschnittsaktivitäten erweitert:
- Kompetenzen interdisziplinär ausbauen
- Transfer in die Praxis beschleunigen
- Potenziale der internationalen Zusammenarbeit nutzen
- Dialog mit der Gesellschaft intensivieren.

Als Ergebnis der Evaluation des Fraunhofer-Institut für System- und Innovationsforschung war die Technologie- und Innovationsförderung erfolgreich. Im Förderungszeitraum bis 2017 wurden 1800 Projekte mit einem Umfang von 876.000.000 € gefördert. Das Handlungsfeld „Nachwachsende Rohstoffe industriell nutzen“ wurde mit ca. 24 % des Fördervolumens am stärksten finanziell unterstützt, während das Handlungsfeld „Energieträger auf Basis von Biomasse ausbauen“ mit weniger als 3 % den geringsten Anteil an der Förderung hatte. Die ersten drei Querschnittsaktivitäten wurden stark gefördert, da sie als notwendig für Kommerzialisierungen von biobasierten Produkten und Verfahren identifiziert wurden. Die Aktivität „Dialog mit der Gesellschaft intensivieren“ wurde als nur rudimentär umgesetzt eingestuft. Im Bereich des Transfers von Forschungsergebnissen zur Industrie wird jedoch ein weiterer Ausbau empfohlen. Die Orientierung an den globalen Herausforderungen, die eng mit der Nachhaltigkeit verbunden sind, wurde als nicht ausreichend bewertet. Für weitere Förderung wurde eine explizite Orientierung an den SDGs empfohlen.
Zwei Jahre später wurde die erste europäische Bioökonomie-Strategie veröffentlicht. Diese wurde als Antwort auf das Bevölkerungswachstum und damit einhergehende Bedrohung für die globale Biosphäre entworfen. Als übergeordnetes Ziel galt eine innovative, ressourceneffiziente und wettbewerbsfähige Wirtschaft zu schaffen, die Nahrungsmittelsicherheit, nachhaltigen Umgang von Ressourcen in der Industrie, Klima- und Umweltschutz vereint. Messbare Ziele (objectives) wurden nicht definiert. Trotzdem wurde insgesamt eine positive Bilanz gezogen. So wurden wichtige Fortschritte in Forschung und Innovation gemacht, der Marktanteil von der Bioökonomie zugehörigen Sektoren vergrößert und ein kompetitiver Vorsprung an Wissen und Technik der EU erarbeitet. Es wurde eine diverse Auffassung und Förderung von Bioökonomie innerhalb der EU-Staaten festgestellt. Daraus wurde geschlossen, zukünftig die Länder vor der Verabschiedung einer Strategie besser einzubinden. Es wurde jedoch auch ein vereinender Charakter der Strategie und großes aktives Mitwirken der Staaten attestiert.
2013 erschien die zweite deutsche Strategie zur Bioökonomie, die Nationale Politikstrategie Bioökonomie. Diese ist unter Federführung des Bundesministeriums für Ernährung und Landwirtschaft entstanden. Sie baut auf der vorherigen Strategie von 2010 auf, nimmt aber stärker Bezug auf effiziente Biomassenutzung und identifiziert das Feld Bioökonomie als Teil eines Gesamtsystems. Die Bioökonomie wurde stärker in soziale und politische Kontexte eingeordnet. So wurde beispielsweise auch ein Nutzungskonflikt von landwirtschaftlichen Erzeugnissen zwischen Ernährung, Industrie und Energiewirtschaft beschrieben. Es wurden 8 Handlungsfelder benannt. Die drei ersten Handlungsfelder “A: Kohärenter Politikrahmen für eine nachhaltige Bioökonomie; B: Information und gesellschaftlicher Dialog; C: Ausbildung und Lehre” sind dabei Querschnittsthemen, die sich über alle Handlungsfelder erstrecken. Während 2016 im Fortschrittsbericht zur Nationalen Politikstrategie Bioökonomie aus wirtschaftlicher und wissenschaftlicher Sicht eine positive Gesamtbilanz gezogen wurde, kritisiert der Bioökonomierat in Thesen zur Gestaltung der Bioökonomiepolitik 2018 die Entwicklung seit 2013 deutlich: Deutschland habe seine Vorreiterrolle im Aufbau einer biobasierten Wirtschaft verloren. Der private Sektor investiere deutlich weniger in die Bioökonomie als in anderen Ländern und ihr Ausbau würde nicht als ressortübergreifende Kernaufgabe wahrgenommen.
2018 erschien die aktualisierte und bis heute gültige Version der europäischen Bioökonomie-Strategie. Zentrale Änderungen waren das Einschließen der SDGs und des Paris-Abkommens. Außerdem wurden in der Zwischenzeit neue politische Prioritäten in erneuerbarer Industriepolitik und Kreislaufwirtschaft gesetzt. Daraus entstandene Überschneidungen mit der Bioökonomie-Strategie erforderten eine Erweiterung der bisherigen Strategie. Anders als die vorherige Strategie wurden messbare Ziele zur Messung des Beitrags der Bioökonomie zu Klimaschutz und nachhaltiger Entwicklung Europas. Es wurden in drei Handlungsfelder, “1. Stärken und Vergrößern des biosierten Sektors, Investitionen und Märkte erschließen; 2. Lokale Bioökonomien schnell in ganz Europa errichten; 3. Wissen über ökologische Grenzen der Bioökonomie erweitern und anwenden”, mit 14 konkreten Politikmaßnahmen definiert. Die Strategie wurde in der EU und national überwiegend positiv aufgenommen. Insbesondere wurde die Förderung mit 100 Millionen € bis 2027 begrüßt.
Das neueste Strategiepapier der Bundesregierung ist die Nationale Bioökonomiestrategie. Es baut auf den vorherigen beiden deutschen Strategien auf und hat das Ziel, alle nationalen und internationalen Handlungen (insbesondere die Ziele der EU Bioökonomie-Strategie) zu harmonisieren unter einem kohärenten Rahmen zusammenzuführen. In der Nationale Bioökonomiestrategie wird explizit auf die Erfahrungen aus den bisherigen Strategien, deren Evaluationen und der Kritik des Bioökonomierats verwiesen und diese aufgenommen.
Die Bioökonomiestrategie wurde unter gemeinsamer Federführung des Ministeriums für Bildung und Forschung und des Ministeriums für Ernährung und Landwirtschaft erstellt, was den ressortübergreifenden Charakter der Strategie bereits verdeutlicht. Die Bioökonomie wird als Pfeiler einer klimaneutralen und nachhaltigen Kreislaufwirtschaft gesehen. Sie wird als Beitrag zur Erfüllung der SDGs benannt. Die Kernziele der Nationalen Bioökonomiestrategie wurden definiert als:
1. Bioökonomische Lösungen für die Nachhaltigkeitsagenda entwickeln
2. Potenziale der Bioökonomie innerhalb ökologischer Grenzen erkennen und erschließen
3. Biologisches Wissen erweitern und anwenden
4. Ressourcenbasis der Wirtschaft nachhaltig ausrichten
5. Deutschland zum führenden Innovationsstandort der Bioökonomie ausbauen
6. Gesellschaft einbinden, nationale und internationale Kooperationen intensivieren.
Vordergründig scheinen gerade die ersten Strategien zur Bioökonomie der Bearbeitung von globalen Aufgaben wie Sicherung von Nahrungsmittelsicherheit und Klimawandel zu dienen. Die umgesetzten Aktionen scheinen jedoch eher zur Sicherung eines technologischen und wirtschaftlichen Vorsprungs in dem neuen Wirtschaftszweig zu nutzen.
Im Vergleich zeigen die Nationale Bioökonomiestrategie und die aktualisierte Bioökonomiestrategie der Europäischen Union deutlich stärkere Bezüge und messbare Ziele zum Schutz von Umwelt und Klima.

### Zentrale Ziele der deutschen Bioökonomie-Strategien
Im Folgenden werden die Ziele der deutschen Strategien in einer Übersicht zusammengefasst.
Nationale Forschungsstrategie BioÖkonomie 2030 (2010)
| Deutschland soll im internationalen Vergleich zu einem dynamischen Forschungs- und Innovationsstandort für bio-basierte Produkte, Energien, Verfahren und Dienstleistungen werden. Mit der Entwicklung neuartiger Produkte, Verfahren und Dienstleistungen aus nachwachsenden Rohstoffen sollen die Wettbewerbsfähigkeit der deutschen Wirtschaft gestärkt und bei der Anzahl an Beschäftigten und Unternehmen eine internationale Spitzenposition unter vergleichbaren Industriestaaten eingenommen werden. | Mit den Forschungsergebnissen sollen zugleich wichtige Beiträge für unsere globalen Verpflichtungen insbesondere auf den Feldern der Welternährung sowie beim Klima‑, Ressourcen- und Umweltschutz im Zusammenhang mit der Nutzung biologischer Ressourcen geleistet werden. Sie misst in gleichem Maße der gesunden Ernährung große Bedeutung bei. Die Bundesregierung strebt eine Vorreiterrolle bei der Erforschung und Entwicklung von Lösungen für diese globalen Herausforderungen an. |

Nationale Politikstrategie Bioökonomie (2014)
| Sichere Versorgung der Bevölkerung in Deutschland mit Lebensmitteln hoher Qualität und darüber hinaus, im Rahmen der Möglichkeiten, Leistung eines Beitrags zur Sicherung der Welternährung                    |
| Stärkung des Wandels von einer auf überwiegend fossilen Rohstoffen basierenden Wirtschaft zu einer zunehmend auf nachwachsenden Ressourcen beruhenden, rohstoffeffizienten Wirtschaft                          |
| langfristig gesicherte Versorgung mit nachwachsenden Ressourcen für eine nachhaltige, effiziente und ressourcenschonende stoffliche und energetische Nutzung auf der Grundlage verlässlicher Rahmenbedingungen |
| Nachhaltige Nutzung nachwachsender Ressourcen unter Erhaltung der Biodiversität und der Bodenfruchtbarkeit |
| Schutz des Klimas |
| Stärkung der Innovationskraft und der internationalen Wettbewerbsfähigkeit des Wirtschafts- und Forschungsstandorts Deutschlands                                                                               |
| Sicherung und Schaffung von Beschäftigung und Wertschöpfung, gerade auch in ländlichen Räumen |
| Nachhaltiger Konsum der Verbraucherinnen und Verbraucher als Teil der Wertschöpfungskette der Bioökonomie |

Nationale Bioökonomiestrategie (2020)
| Bioökonomische Lösungen für die Nachhaltigkeitsagenda entwickeln                   |
| Potenziale der Bioökonomie innerhalb ökologischer Grenzen erkennen und erschließen |
| Biologisches Wissen erweitern und anwenden                                         |
| Ressourcenbasis der Wirtschaft nachhaltig ausrichten                               |
| Deutschland zum führenden Innovationsstandort der Bioökonomie ausbauen             |
| Gesellschaft einbinden, nationale und internationale Kooperationen intensivieren   |

### Bioökonomiepolitik
In der Bioökonomiepolitik sollen allgemeinverbindliche politische Entscheidungen entstehen, die die verschiedenen Interessen zur Bioökonomie und die entstehenden Zielkonflikte (vor allem die Möglichkeit, dass Lösungen bioökonomischer Probleme zu anderen oder noch stärkeren Problemen führen können) berücksichtigen. Neben Strategiepapieren umfasst sie im weiteren Sinne alle politischen Maßnahmen, Prozesse und Strukturen, die sich auf die Förderung und Regulierung der Bioökonomie und ihrer Teilbereiche beziehen. Ein etabliertes und institutionalisiertes Politikfeld Bioökonomie existiert in der politischen Praxis bisher allerdings nicht.
In der Bioökonomiepolitik stellen Perbandt et al. eine Spaltung zwischen unverbindlichen Bioökonomie-Strategiepapieren und verbindlichen politischen Maßnahmen in bereits etablierten anderen Regelungsbereichen und Politikfeldern fest. Dabei ist anzumerken, dass die verbindlichen politischen Maßnahmen an die Logiken der jeweiligen Politikfelder gebunden sind und nicht unbedingt einer übergreifenden bioökonomischen Logik folgen.
Kiresiewa et al. unterteilen bioökonomiepolitische Ziele in ihrer Zusammenfassung politischer Bioökonomie-Strategien in ökonomische Ziele, umweltpolitische Ziele und soziale Ziele, wobei ökonomische Ziele in den Strategiepapieren häufig als einzige quantifiziert werden. Allgemein wird kritisiert, dass der gesellschaftliche Wandel zu einer bio-basierten Wirtschaft nur in den deutschen und europäischen Strategien etwas breiter gefasst angegangen wird und sonst meist nur wirtschaftliche Ziele verfolgt werden. Weiterhin unterteilen Kiresiewa et al. die bioökonomiepolitischen Inhalte der Strategiepapiere in die Aspekte Ressourcenfokus, Partizipationsansätze, Interessen/Akteure und Zielkonflikte. Den Ressourcenfokus betreffend wird das Fehlen einer Strategie zur Beschaffung der notwendigen Biomasse kritisiert, die auch in der deutschen Strategie fehlt. Partizipationstechnisch wird eine ausgeprägte Top-Down-Dynamik festgestellt, mit minimalen Bottom-Up-Ansätzen. Die Akteurslandschaft wird als stark fragmentiert diagnostiziert und an Zielkonflikten wird bemängelt, dass diese lediglich mit unterschiedlicher Gewichtung adressiert werden.
Weiterhin kann die Bioökonomiepolitik auf eine ähnliche Weise wie die Bioökonomie selbst differenziert werden. So unterscheidet beispielsweise das Projekt Bio-Ökopoli im Rahmen ihres Projektes zwischen stofflicher Nutzung und energetischer Nutzung von Biomasse, sowie zwischen territorialen Ebenen (kommunal, regional, national und EU).

## Wirtschaftliche Bedeutung
Global sind rund 13 Mrd. Tonnen an Biomasse verfügbar (2012). Sie werden zu rund 60 % für Futtermittel verwendet. 15 % der Rohstoffe werden für Nahrungsmittel und 25 % für die energetische und stoffliche Nutzung verwendet. Neben Bioenergie und Lebensmitteln, sind die wichtigen biobasierten Industrieprodukte (bisher) Spezialchemikalien, biobasierte Kunst- und Verbundstoffe, Tenside, Lacke und Farben, Schmierstoffe sowie Papier und Zellstoff, Baumaterialien, Möbel und Pharmazeutika. Wichtigste Energieträger sind Holzprodukte, Biogas und Biokraftstoffe. Es wird erwartet, dass durch den technologischen Fortschritt vor allem im Bereich der Life Sciences inklusive der klassischen Chemieindustrie neue Produkte entwickelt werden, die Nachhaltigkeit mit erhöhtem Verbrauchernutzen verbinden.
Die Bioökonomie ist bereits heute ein Wirtschaftsfaktor. Im Jahr 2013 trug die Bioökonomie in der EU schätzungsweise zu einem jährlichen Gesamtumsatz von rund €2,1 Bill. bei und beschäftigte rund 18,3 Mio. Arbeitnehmer (ca. 9 % der Erwerbstätigen in der EU).
In den USA trugen biobasierte Produkte rund $370 Mrd. zur Bruttowertschöpfung in den USA bei (2013). Die Biobasierte Industrie beschäftigte dort schätzungsweise 4 Mio. Arbeitnehmer und konzentrierte sich besonders auf die Staaten Mississippi, Oregon, Maine, Wisconsin, Idaho, Alabama, North Carolina, Arkan-sas und South Dakota.
Darüber hinaus ist Brasilien beispielsweise ein Vorreiter im Bereich Bioenergie. 2012 trug allein die Zuckerindustrie in Brasilien 2 % zum BIP bei und beschäftigte 2011 rund 1 Million Menschen.
In Deutschland hängen rund 12,5 % der Beschäftigten von Unternehmen ab, die der Bioökonomie zugerechnet werden können. Sie erwirtschaften rund 7,6 % der deutschen Bruttowertschöpfung. Die Wertschöpfung in der Bioökonomie erfolgt zu 12 % im Primärsektor (Land- und Forstwirtschaft), zu 52 % im Sekundärsektor (verarbeitende Industrie) und zu 36 % im Tertiärsektor (Handel und Dienstleistungen). Schwerpunktbereiche sind unter anderem die Energiewirtschaft – 7,6 % des Energieverbrauchs werden mit nachwachsenden Rohstoffen gedeckt – sowie die chemische Industrie: 13 % der verarbeiteten Rohstoffe sind hier biobasiert.
Als Pionierunternehmen der Bioökonomie gelten unter anderem: Arkema (Frankreich, Biopolymere), Bioamber (USA, Chemikalien), Borregaard (Norwegen, holzbasierte Bioraffinerie), Braskem (Brasilien, Bio-PE), DSM (Niederlande, Enzyme), Evonik (Deutschland, Chemikalien), NatureWorks (USA, Biokunststoffe), Lanza-Tech (USA, biobasierte CO2 Aufbereitung), Novamont (Italien, Biokunststoffe/Bioraffinerie), Novozymes (Dänemark, Enzyme), Roquette (Frankreich, Chemikalien), Solazyme (USA, Bioenergie), Virent (Frankreich). Neben diesen und anderen Konzernen gibt es auch eine aktive Szene aus kleinen und mittleren Unternehmen (KMU); Beispiele sind etwa die c-LEcta GmbH in Leipzig oder die evoxx technologies GmbH (Fusion der „evocatal GmbH“ und der „aevotis GmbH“) in Monheim am Rhein. Im Januar 2016 verkündete das Biotech-Unternehmen BRAIN AG seinen Börsengang im „Prime Standard“ an der Frankfurter Börse. Die Firma ist damit die erste Biotech-Firma seit fast zehn Jahren, die den Sprung an die Deutschen Börse wagt. Die BRAIN AG entwickelt und vermarktet ein breites Spektrum an Produkten der industriellen Biotechnologie wie Enzyme, Mikroorganismen und Naturstoffe.
Es wird erwartet, dass mit Hilfe der Bioökonomie Antworten auf die globalen Herausforderungen der Menschheit gefunden werden können. Einem von der EU-Kommission geförderten Strategiepapier zufolge sind das: der Klimawandel, die sichere Ernährung einer wachsenden Weltbevölkerung, die faire Verteilung der Lasten der Globalisierung, ein nachhaltiger Umgang mit Ressourcen, die sichere Versorgung mit Energie und die Gesundheit einer alternden Bevölkerung. Vor allem die unsichere Versorgung mit preiswerten fossilen Ressourcen und deren schädlicher Effekt auf die klimatische Entwicklung machen einen Wechsel der industriellen Rohstoffbasis notwendig. Nach Ansicht der OECD kann der Rohstoffwandel mit nachhaltiger Produktion und der Verarbeitung von Biomasse durch moderne biologische Verfahren gelingen. Heute werden rund 6 % der fossilen Rohstoffe in der Chemieproduktion zur Herstellung von Kunst- und Schmierstoffen, Lösungsmitteln und Tensiden verwendet.
Ab den 2020er Jahren wurde die zirkuläre Bioökonomie auch als Paradigma für eine langfristig ressourcenschonende Bauwirtschaft und Architektur übertragen.

## Kontroversen
Um einige Aspekte der Bioökonomie haben sich Kontroversen und Zielkonflikte entwickelt. Viele davon betreffen die Nutzung der Biomasse selbst oder andere natürliche Ressourcen wie Boden oder Wasser, die zu deren Produktion benötigt werden. Kritiker bemängeln, dass durch die intensive Bewirtschaftung landwirtschaftlicher Flächen und Wälder die Biodiversität gefährdet werde. Im Rahmen der Tank-oder-Teller-Debatte wird diskutiert, ob die Umwandlung von Biomasse in Biotreibstoffe die Verfügbarkeit von Lebensmitteln gefährdet. Mit biogenen Reststoffen, die nicht für den menschlichen Verzehr geeignet sind, lässt sich eine Konkurrenz zwischen Tank und Teller vermeiden. Darauf setzen Bioraffinerien der sogenannten zweiten Generation. Doch ob in Deutschland ausreichend biogene Reststoffe für die biobasierte Wirtschaft vorhanden sind, ist umstritten. Umwelt- und Entwicklungsverbände äußerten im Januar 2019 anlässlich der deutschen Bioökonomie-Strategie die Befürchtung, dass der Import von Biomasse aus dem Globalen Süden negative ökologische und soziale Konsequenzen nach sich ziehen würde.
Da die Verfügbarkeit von Biomasse zumindest in Deutschland und Europa begrenzt ist, besteht ein Zielkonflikt zwischen der energetischen Nutzung von Biomasse (Biokraftstoffe, Biogas) und der stofflichen Nutzung, also der Umwandlung von Biomasse in höherwertige Produkte (Chemikalien, Bioplastik). Die Möglichkeit der stofflichen Nutzung von Biomasse hat das Bundesministerium für Bildung und Forschung in der „Roadmap Bioraffinerien“ analysiert. Das Bundesministerium für Ernährung, Landwirtschaft und Verbraucherschutz hat sich hingegen sowohl für die energetische als auch die stoffliche Nutzung von Biomasse eingesetzt. Das Umweltbundesamt bevorzugt hingegen die stoffliche Nutzung.
Oft wird auch der Einsatz gentechnisch veränderter Pflanzen im Kontext der Bioökonomie kritisiert.

## Bioökonomie und Nachhaltigkeit

### Nachhaltigkeit in der Nationalen Bioökonomiestrategie 2020
Die Bundesregierung hat im Jahre 2020 eine neue Nationale Bioökonomiestrategie erarbeitet. Sie soll die Voraussetzungen für eine erfolgreiche nachhaltige wirtschaftliche Entwicklung schaffen. Die Bundesrepublik versucht, eine Vorreiterrolle im Thema Bioökonomie einzunehmen und somit die Technologien und Arbeitsplätze der Zukunft zu verbessern und weiterzuentwickeln. Nach der Definition der Bundesregierung umfasst die Bioökonomie die Schaffung, Erschließung und Nutzung biologischer Ressourcen, Systeme und Verfahren zur Bereitstellung von Gütern und Dienstleistungen über alle Wirtschaftsbereiche hinweg als Teil einer zukunftsfähigen Wirtschaftsordnung. Die Bioökonomiestrategie der Bundesregierung umfasst eine große Bandbreite an gesellschaftlichen und wirtschaftlichen Zielen.
Zusammenfassen kann man diese in 6 Hauptziele:
1.     Bioökonomische Lösungen für die Nachhaltigkeitsagenda entwickeln
2.     Potentiale der Bioökonomie innerhalb ökologischer Grenzen erkennen und erschließen
3.     Biologisches Wissen erweitern und anwenden
4.     Ressourcenbasis der Wirtschaft nachhaltig ausrichten
5.     Deutschland zum führenden Innovationsstandort der Bioökonomie ausbauen
6.     Gesellschaft einbinden, nationale und internationale Kooperationen intensivieren
Mit diesen Zielen leistet die Nationale Bioökonomiestrategie einen Beitrag dazu, die Ziele für eine nachhaltige Entwicklung der Agenda 2030 zu erreichen. In der Nationalen Bioökonomiestrategie werden elf „Sustainable Development Goals“ (SDGs) aus der Agenda 2030 direkt erwähnt. Besonderes Augenmerk wird vor allem auf folgende SDGs gelegt:
·       SDG 2 „Kein Hunger“,
·       SDG 3 „Gesundheit und Wohlergehen“,
·       SDG 6 „Sauberes Wasser und Sanitäreinrichtungen“,
·       SDG 7 „Bezahlbare und saubere Energie“,
·       SDG 8 „Menschenwürdige Arbeit und Wirtschaftswachstum“,
·       SDG 9 „Industrie, Innovation und Infrastruktur“,
·       SDG 11 „Nachhaltige Städte und Gemeinden“,
·       SDG 12 „Nachhaltige/r Konsum und Produktion“,
·       SDG 13 „Maßnahmen zum Klimaschutz“,
·       SDG 14 „Leben unter Wasser“,
·       SDG 15 „Leben an Land“
SDG 2 „Kein Hunger“:
Ziel ist es, den Hunger zu beenden und eine nachhaltige Landwirtschaft anzustreben. Diese soll vor allem durch innovative Technologien vorangetrieben werden. Diese Technologien sollen eine Ernährung ermöglichen, die alle biotischen und abiotischen Faktoren berücksichtigt, aber auch gesund und ausgewogen ist. Es wird zum Beispiel auch darauf eingegangen, dass Insekten ein großes Potential für Tierernährung oder auch für den menschlichen Verzehr bieten, da sie sehr proteinreich und nahrhaft sind. Der Ackerbau soll so verbessert werden, dass durch teilautonome Nutzfahrzeuge und Digitalisierung des Ackerlandes dieser bedarfsgerecht, umweltschonend und energiesparend bewirtschaften werden kann.
SDG 3 „Gesundheit und Wohlergehen“:
Mikroorganismen wie Bakterien und Pilze sowie pflanzliche oder tierische Zellen sind ein wichtiger Aspekt in der Biotechnologie, da diese genutzt werden können um Medikamente, wie Impfstoffe, Antikörper, Enzyme und andere therapeutische Proteine herzustellen. Diese biotechnologischen Produkte tragen bereits einen großen Teil zur wirtschaftlichen Entwicklung der Bioökonomie bei.
SDG 6 „Sauberes Wasser und Sanitäreinrichtungen“
Ziel ist eine ressourcenbewusste landwirtschaftliche Produktion mit weniger Wasser-, Pestizid- und Düngemitteleinsatz. Dies kann durch „Größere Anbauvielfalt, mehrjährige Kulturpflanzen, moderne Bewässerungstechnologien und verbessertes Bodenmanagement“ erreicht werden. Es wird vorgeschlagen, verstärkt in Klärwerken Mikroorganismen zu verwenden, welche organischen Produkte abbauen oder reinigen können.
SDG 7 „Bezahlbare und saubere Energie“
Biomasse soll für die Erzeugung von Strom, Wärme und Kraftstoffen eingesetzt werden, da sie nur so viel CO2 frei geben, wie sie vorher gebunden haben und somit den fossilen Brennstoffen voraus sind. Sie sind außerdem speicherbar. Biogas kann benutzt werden, um Strom und Wärme zu erzeugen. Bioethanol für Motoren und wird Benzin (E10) beigemischt. Dieser wird aus Zucker- oder anderen stärkehaltigen landwirtschaftlichen Produkten wie Zuckerrüben oder Weizen gewonnen.
SDG 8 „Menschenwürdige Arbeit und Wirtschaftswachstum“
Innovative Technologien und Verfahren sollen dafür genutzt werden, fossile Ressourcen und das Klima zu schützen. „Ressourcen effizient zu nutzen, ist ökonomisch profitabel und ökologisch wertvoll.“ Diese bieten die Möglichkeit wettbewerbsfähig zu bleiben und bietet somit auch neue Beschäftigungsmöglichkeiten für Arbeiter. Biotechnologie trägt bereits im beachtlichen Maße zur deutschen Wirtschaft bei und ist weiter im Wachsen.
SDG 9 „Industrie, Innovation und Infrastruktur“
Die wirtschaftliche Substitution von Produkten und Dienstleistungen, die auf fossilen und anderen nicht erneuerbaren Ressourcen basieren, sollen beendet werden und auf Produkte und Dienstleistungen, die auf biogenen Ressourcen basieren, umgestellt werden.
SDG 11 „Nachhaltige Städte und Gemeinden“,
Städte sollen durch Kreislaufwirtschaft ergänzt werden. Mehr Grünflächen und nachhaltiges Ressourcenmanagement werden gefordert. Neue Baustoffe wie Holz, da Beton und Zement hohe CO2-Emissionen mit sich bringen und Holz klimaneutral ist.
SDG 12 „Nachhaltige/r Konsum und Produktion“
Prozesse sollten Ressourcen effektiv genutzt und Biomasse vollständig verwertet werden. Bioraffinerien sind eine Möglichkeit, aus nachwachsende Ressourcen Wert zu schöpfen. Diese sollen alle Nebenprodukte direkt oder in einer Kaskadennutzung verwerten könnten. Ein weiteres wichtiges Instrument zur nachhaltigen Nutzung von Produkten ist die Kreislaufwirtschaft.
SDG 14 „Leben unter Wasser“
Vermeiden von Schadstoffeinleitungen in das Meer zum Schutz von Fisch und Algen. Außerdem ein nachhaltiges Fangen von Fischen im Meer, um die Fischbestände zu schützen. Das Meer wird als großes, teilweise noch nicht ausreichend bewirtschaftetes System betrachtet.
SDG 15 „Leben an Land“
Neue Nahrungsquellen sollen erschlossen werden, wie zum Beispiel Insekten oder Fleischersatzprodukte. Ödland soll wieder Fruchtbar gemacht werden mit zum Beispiel Dauergras.

### Verhältnis von Bioökonomie und Nachhaltigkeit
Der Begriff „Bioökonomie“ sollte nicht direkt mit Nachhaltigkeit assoziiert und damit in jeglicher Hinsicht ökologisch positiv konnotiert werden. Nicht jeder Teilbereich der Bioökonomie verfolgt ausschließlich das Ziel einer ökologisch nachhaltigeren Wirtschaft. Bugge et al. unterteilt die Bioökonomie in drei Visionen mit unterschiedlichen Zielen. Die Bio-Technologie-Vision setzt voll und ganz auf Innovationen im Bereich der Biotechnologie, um vor allem das Wirtschaftswachstum anzukurbeln und Arbeitsplätze zu schaffen. Ökologie und Nachhaltigkeit nehmen hier eine untergeordnete Rolle ein. Die Bio-Rohstoff-Vision priorisiert ebenfalls wirtschaftliches Wachstum. Durch das wirtschaftliche Nutzen von Biomasse möchte man auf günstige Ressourcen zurückgreifen, die bei der Produktion anderer Produkte ohnehin anfallen. Das erzielt neben Wettbewerbsvorteilen aufgrund günstigerer Ressourcen auch einen ökologischen Effekt, weshalb ökologische Nachhaltigkeit in dieser Vision auch ein Teilziel darstellt. Die dritte Vision, die Bio-Ökologie-Vision, macht sich Nachhaltigkeit, Biodiversität und das Schützen von Ökosystemen zu den obersten Zielen und stellt damit die am ökologischsten ausgerichtete Vision der Bioökonomie dar. Ethik und Moral stehen in dieser Vision über wirtschaftlichem Wachstum und Profit.
In diversen wissenschaftlichen Veröffentlichungen wird die Bioökonomie als ein Versuch bezeichnet, wirtschaftliche und ökologische Ziele in ein harmonisches Equilibrium zu bringen. Diese Harmonie muss dabei innerhalb der planetaren Belastungsgrenzen entstehen. Diesen Versuch wagt auch die deutsche Bundesregierung. Im Vordergrund der deutschen, staatlichen Bioökonomie (vor der Nationalen Bioökonomiestrategie) steht das Verwenden von biogenen statt fossilen Brennstoffen und das effiziente Nutzen von Biomasse in Kreislaufwirtschaften. Die Bundesregierung nutzt die Bioökonomie als Werkzeug, um die in der Agenda 2030 festgehaltenen Ziele für nachhaltige Entwicklung einzuhalten. Unter diese Ziele fallen unter anderem Klimaschutz und Nachhaltigkeit. Die Bioökonomie-Strategie der deutschen Regierung strebt demnach vordergründig ökologisch nachhaltige Ziele an.
In einem Rundbrief äußert der Sozialwissenschaftler Fatheuer Bedenken an der Nachhaltigkeit von Bioökonomiestrategien im globalen Süden. Im Zentrum seiner Besorgnis steht der Zugriff auf noch wenig intensiv genutztes Land zur Erzeugung der bioökonomisch wichtigen Biomasse. Große brasilianische Agrarunternehmen würden unter dem Narrativ bioökonomischer Motivationen Landraub und die Zerstörung von Ökosystemen stark vorantreiben. Brandrodungen und Entwaldung durch Abholzung für das Bewirtschaften von Sojaplantagen lassen den Lebensraum für die ansässige Flora und Fauna zunehmend schwinden. Umweltschützer, Kleinbäuerinnen und Kleinbauern haben den Konzernen nichts entgegenzusetzen. Das Nutzen vermeintlich ökologischer, biogener Ressourcen kann daher schwerwiegende Folgen für Biodiversität und Gesellschaft nach sich ziehen.

### Beispiele: Zielkonflikte in der Bioökonomie
Im Rahmen der Tank-Teller-Debatte (Konflikt zwischen dem Nutzen von Agrarflächen zum Anbau von Biomasse zwecks Energiegewinnung oder als Nahrungsmittel) spielt der Anbau von Soja eine zentrale Rolle. Neben der Verwendung von Soja in Nahrungsmitteln für Mensch und Tier kann aus der Bohne auch Biodiesel hergestellt werden. Die Nachfrage nach Soja wächst mit dem globalen Fortschreiten diverser Bioökonomiestrategien rasant. In Brasilien beispielsweise hat sich die Anbaufläche für Soja zwischen 2001 und 2016 mehr als verdoppelt. Der Anbau der Biomasse geschieht häufig nicht ökologisch nachhaltig. Die Plantagen der riesigen Monokulturen beanspruchen den Lebensraum lokaler Tier- und Pflanzenarten und fördern Entwaldung. Die vielseitige Einsetzbarkeit der Sojabohne macht die Pflanze wirtschaftlich besonders attraktiv und wird deren Anbau zukünftig stark weiter vorantreiben.
Innerhalb der Tank-Teller-Debatte findet sich ein weiterer Konflikt, der sich auf eine nachhaltige Gesellschaftsentwicklung auswirkt. Durch das Nutzen von Biomasse zur Energiegewinnung ist mit Preisanstiegen für Nahrungsmittel zu rechnen. Treffen wird das vor allem Haushalte niedrigeren Einkommens. Debattiert wird unter anderem, dass in landwirtschaftlichen Gegenden vom Biomasse-Anbau profitiert werden kann. So könne man die steigenden Lebensmittelpreise ausgleichen. Allerdings profitieren vor allem größere Agrarkonzerne durch das Betreiben größerer Plantagen und verdrängen so kleine Landwirte von ihren Feldern. Ein Ausgleich der steigenden Lebensmittelpreise ist so nicht möglich.(24)
Das Substituieren fossiler Brennstoffe zur Verringerung der Treibhausgasemission steht im Kern der Bioökonomie. Vor allem im Bereich der Petrochemie können biogene Beimischungen oder Alternativen Emissionsverringerungen erzielen. Der Anbau von Biomasse auf Flächen wie Wäldern oder Mooren kann die Treibhausgasbilanz der Biokraftstoffe allerdings schädigen. Auch das Nutzen noch unabdingbarer Dünger für bestimmte Pflanzen verschlechtert die Ökobilanz des Biomasse-Anbaus. Die Frage, ob Biokraftstoffe eine gute, nachhaltige Alternative zu anderen Kraftstoffen herstellen, wird daher kontrovers diskutiert.(24)